# ولیکی لورچن
ولیکی لورچن (به لاتین: Veliki Lovrečan) یک زیستگاه انسانی در کرواسی است.